# Nobel Nightcap
Students’ Nobel NightCap, SNNC, är fortsättningen efter Nobelbanketten den 10 december. Det arrangeras helt av universitetsstudenter och av volontärer. Sedan starten 1978 har festen vuxit och är idag en etablerad del av Nobelveckan, och något som de allra flesta av gästerna på Nobelbanketten besöker. Utöver Nobelpristagare och studenter gästas även eventet av akademiker, politiker och andra framstående personer. Till skillnad från banketten, inbjuds inga journalister, och fotograferingsförbud råder. Samma klädkod råder som under resten av Nobelfesten, det vill säga frack eller balklänning med akademiska ordnar eller folkdräkt.
De fyra studentkårerna i Stockholm - Stockholms universitets studentkår, Tekniska Högskolans studentkår, Medicinska Föreningen samt Handelshögskolans studentkår - turas om att få arrangera Students’ Nobel NightCap. Således får varje universitet chansen att arrangera eventet var fjärde år.